# 自治体衛星通信機構
一般財団法人自治体衛星通信機構（じちたいえいせいつうしんきこう、英称： Local Authorities Satellite Communications Organization、略称: LASCOM）は、電気通信事業者として地域衛星通信ネットワーク（ちいきえいせいつうしんネットワーク）の構築・運営を主業務としている財団法人。元総務省所管。

## 概要
通信衛星を使用した地方公共団体・防災関係機関向けの防災情報・行政情報伝送システムの整備と管理・運営を目的として、全国の地方公共団体の出資で1990年（平成2年）2月に設立された。
地域衛星通信ネットワーク（LASCOMネット）の管理・運営と、地方公共団体・防災関係機関向けの衛星通信サービスを行っている。

## 沿革[1]
- 1990年（平成02年）02月 - 自治大臣及び郵政大臣より設立認可
- 1991年（平成03年）
  - 10月 - 山口管制局・東京局（東京消防庁内）が完成
  - 12月 - 地域衛星通信ネットワーク（第1世代システム）の運用を開始（DAMA・PAMA方式）
- 1992年（平成04年）12月 - 美唄管制局が完成
- 1999年（平成11年）03月 - 東京局を都道府県会館に移転
- 2000年（平成12年）秋頃 - 使用衛星をSUPERBIRD B1から、SUPERBIRD B2に変更
- 2003年（平成15年）
  - 04月 - 第2世代システム運用開始（SCPC方式）
  - 11月 - 総務大臣より公的個人認証サービス制度における指定認証機関に指定
- 2004年（平成16年）01月 - 公的個人認証サービスセンター運用開始
- 2006年（平成18年）04月 - 地球局免許人となる
- 2007年（平成19年）02月 - 全国瞬時警報システム（J-ALERT）運用開始
- 2010年（平成22年）12月20日 - 全国瞬時警報システムの地上配信業務を終了（通信衛星での配信は継続）
- 2011年（平成23年）03月 - 事業仕分け (行政刷新会議)第2弾において、仕分け対象枠の公益法人に選定された。東日本大震災に所期目的の緊急時通信における機能を発揮
- 2013年（平成25年）
  - 05月 - マイナンバー関連法が国会で成立
  - 10月 - 山口・美唄管制局の設備更新（〜平成27年度）
- 2014年（平成26年）
  - 03月 - 内閣総理大臣により一般財団法人移行認可
  - 04月 - 一般財団法人へ移行
  - 010月 - 「有識者会議」設置
- 2016年（平成28年）
  - 07月 - 「地域衛星通信ネットワーク担当課長会」の設立
  - 012月 - 使用衛星をSUPERBIRD B2より軌道上予備衛星であるJCSAT-16に変更[2]
- 2018年（平成30年）07月 - 使用衛星をSUPERBIRD B3に変更[3]
- 2019年（平成31年）04月 - 第3世代システム（映像伝送サービス）運用開始（TDMA方式）
- 2021年（令和 3年）　9月 - 本部を都道府県会館に移転
- 2025年度（令和7年度） - 第2世代システムの運用を終了（予定）

## 地域衛星通信ネットワーク

全国瞬時警報システム（J-ALERT）での使用例。

通信衛星SUPERBIRD B3のKuバンド（12GHz帯）を使い、日本国内の地方自治体向けに映像伝送・音声通信（電話・FAX・一斉指令）・データ通信サービスなどを行っている。1991年（平成3年）12月に運用開始。
都道府県防災行政無線・消防防災無線の衛星通信系として、総務省・消防庁や、全国の地方公共団体・消防機関・防災関係機関を独自の衛星電話網で相互に結んでいる。消防防災ヘリコプターによる、ヘリサットでの映像伝送にも使われる。災害で電話回線・有線通信回線が途絶した場合は、この衛星電話が唯一の非常通信手段となることが多く、東日本大震災でも有効性が報告されている。停電時でも使えるように配慮した冊子状の電話帳「衛星電話番号簿」も毎年発行され、また災害発生時の混乱で電話帳が行方不明になった場合に備えてウェブサイトでも公開されている。
また総合行政ネットワーク（LGWAN）・住民基本台帳ネットワークの衛星通信系としても使用されており、特に総合行政ネットワークで全国瞬時警報システム（J-ALERT）を伝送する際の伝送回線としても使用されている。
ディジタル映像伝送用のチャンネルは5つあり、通常は平日の10時から17時30分まで第1チャンネルで情報番組を配信している。また全国知事会・全国市長会議・全国都道府県○○課長会議や、防災訓練・全国消防救助技術大会、内閣府・総務省・消防庁が開催する自治体向けの説明会、国会の地方自治・消防関係の委員会の中継も行われる。受信には専用のチューナーが必要だが、関係者向けの番組や災害発生時に第1チャンネルが現場中継で使われる際は、関係者以外は視聴できなくなることがある。一部の番組は再送信が可能になっており、ケーブルテレビの行政チャンネルや、機構ホームページにおけるストリーミング映像配信を通じて一般の世帯・企業でも視聴することができる。
人工衛星局
スカパーJSATのSUPERBIRD B3の中継器を3本借り上げている。なお状況に応じて帯域の割り当てを変更することができる仕組みになっており、東日本大震災ではディジタル準動画伝送・干渉波調査の帯域を、個別通信の帯域として割り当て、個別通信（電話・FAX）の急増に対応した。
過去の使用衛星としては、SUPERBIRD B1を2000年秋頃まで、SUPERBIRD B2を2016年12月まで使用。SUPERBIRD B3の打ち上げが延期されたことから一時的に予備衛星であるJCSAT-16（2016年8月打上げ）の使用を経て、2018年7月からSUPERBIRD B3に移行した。
衛星地球局
- 第1・2世代システム
  - 東京局：東京都千代田区平河町2-6-3 都道府県会館15階
  - 山口管制局（主管制局）：山口県山口市宮野上1612-1
  - 美唄管制局（副管制局）：北海道美唄市茶志内町3区 美唄ハイテクセンター1階
- 第3世代システム
  - 集約局 主局：神奈川県横浜市緑区三保町229-1 スカパーJSAT横浜衛星管制センター
  - 集約局 副局：山口県山口市荻町3-1 スカパーJSATスーパーバード山口ネットワーク管制センター

なお「管制局」は、通信衛星を管理する場所ではなく、防災通報網の拠点・送信所（VSATシステムの地球局）のことである。
このほか、政府・地方自治体ほか防災関連機関の施設にも2006年時点で約5,500の地球局（陸上局・移動局）を設置しており、地上通信回線網の故障時も緊急通報ができる体制を取っている。さらに一部の官公庁や災害対策基本法指定機関となっている民間事業所においては、地球局を設置せず、ディジタル映像伝送のチャンネルの視聴用の設備のみを設置している場合もある。
| 種類                                          | 内容 |
| --------------------------------------------- | --- |
| 個別通信                                      | 地域衛星通信ネットワーク内の2地球局間において、音声・FAX・データの通信を行う                                                         |
| 直通通信                                      | あらかじめ登録した地球局からの要求により、当該局と他の地球局間に直通の回線を設定する                                                 |
| 一斉指令                                      | 個別通信回線とは別に各都道府県及び消防庁に固定に割付けされる回線を利用して音声、 FAX又はデータによる一斉指令を行う                   |
| 委託同報                                      | 山口管制局に依頼して個別通信回線とは別に固定割付けされる一斉指令回線により、 都道府県庁局及び政令指定都市局にあててFAXにより同報する |
| ディジタル映像伝送 （第二世代システム）       | ディジタル方式により映像の伝送を行う                                                                                                 |
| ディジタル準動画伝送                          | 64kbps又は384kbpsの情報速度による画像の伝送を行う                                                                                    |
| パケット型データ伝送                          | 各都道府県内通信専用に固定割付けされる回線によりパケット型データの伝送を行う                                                         |
| 即時系IP型データ伝送 （第二世代システム）     | 毎秒32キロビットから毎秒8,192キロビットまでの情報速度のIP型データ伝送                                                                |
| 予約系IP型データ伝送 （第二世代システム）     | 予約により毎秒32キロビットから毎秒8,192キロビットまでの範囲内で特定の情報速度でのIP型データ伝送                                      |
| 帯域保証型IP型データ伝送 （第二世代システム） | 毎秒32キロビットから毎秒8,192キロビットまでの範囲内で帯域保証（Quality of Service）された特定の情報速度でのIP型データ伝送            |
| ヘリサット映像伝送                            | ヘリコプター局からヘリサット受信設備を有する地球局に対する映像の伝送及びヘリコプター局とヘリサット基地局との間において音声通信を行う |

直通通信・パケット型データ伝送・帯域保証型データ伝送・予約系IP型データ伝送以外の利用料金は、無料。ただし別途、山口管制局設備利用料（年間定額制）が、また東京局を使用する場合は東京局設備使用料（従量制）が必要。

### 使用例
非常時はもちろんのこと、地方自治・防災が目的であれば日常的に使用することができる。
- 日常業務の事務連絡
- 消防車・救急車の車載衛星電話回線
- 水門遠隔制御システムの通信回線
- 防災訓練の映像伝送
- 消防防災ヘリコプターの映像伝送（ヘリサット）
- 地域のイベント・観光情報の映像配信
- 総合行政ネットワーク（LGWAN）のバックアップ回線 - 有線通信回線がない離島などでは、主回線として活用
  - 全国瞬時警報システム（J-ALERT）の受信システム
- 住民基本台帳ネットワークのバックアップ回線
- 地方自治体の業務用通信回線のバックアップ回線
- 都道府県防災行政無線のバックアップ回線

## 公的個人認証局
公的個人認証サービスの指定認証機関として、地方公共団体が主体となる認証業務を受託していた。2014年4月、地方公共団体情報システム機構へ移管。